# Disney's Old Key West Resort
Disney's Old Key West Resort is een Disney Vacation Club Resort in het Walt Disney World Resort in Lake Buena Vista, Florida, dat wordt beheerd door The Walt Disney Company. De opening van Disney's Beach Club Villas was op 20 december 1991. Het resort kan alleen worden bezocht door leden van de Disney Vacation Club. Echter, wanneer de kamers niet allemaal bezet zijn, kunnen ook andere gasten in de kamers verblijven.

## Kamers
- Studios - 36m²
- Een slaapkamer huisje - 88m²
- Twee slaapkamer huisje - 130m²
- Drie slaapkamer Villa - 221m²

## Eetgelegenheden
- Olivia's Cafe is het enige restaurant van Disney's Old Key West Resort, waar men kan zitten.
- Good's Food To Go is een zelfbedieningsrestaurant aan het zwembad.
- Gurgling Suitcase is de bar van Disney's Old Key West Resort.
- Turtle Shack is het zelfbedieningsrestaurant aan het zwembad.